# タン＝レルミタージュ
タン・レルミタージュ （Tain-l'Hermitage）は、フランス南東部、ドローム県のコミューン。フランスで最も歴史のあるワインの町の一つとされ、ローヌワインの生産・流通の中心地になっている。また、世界最高級品質とも言われるヴァローナ社もあり、空港を降りるとチョコとワインの香りがするとも言われる。

## 地理
ローヌ川の左岸に位置し、アルデシュ県のトゥルノン＝シュル＝ローヌと向かい合っている。

## 人口統計
| 1962年 | 1968年 | 1975年 | 1982年 | 1990年 | 1999年 | 2006年 |
| ------ | ------ | ------ | ------ | ------ | ------ | ------ |
| 5077   | 5377   | 5563   | 5387   | 5003   | 5503   | 5764   |

参照元:EhessとInsee

## 姉妹都市
- フェルバッハ、ドイツ
- エルバ (ロンバルディア州)、イタリア